# آگنس دوراتزو
آگنس دوراتزو (انگلیسی: Agnes of Durazzo)، دختر شارل دوراتزو و ماریا کالابریا، آخرین ملکه اسمی قسطنطنیه و همسر جیمز بو، آخرین امپراتور اسمی قسطنطنیه بود.